# Petrovice (Blansko)
Petrovice (in tedesco Petrowitz) è un comune della Repubblica Ceca facente parte del distretto di Blansko, in Moravia Meridionale.